# Заосся
Заосся (біл. Завоссе, рос. Заосье) — село в Барановицькому районі Берестейської області, Білорусь. Входить до складу Столовицької сільської ради. Розташоване за 24 км на північ від Барановичів, за 3 км від джерела Щари. Населення 26 мешканців, 16 домогосподарств (2005).

## Історія

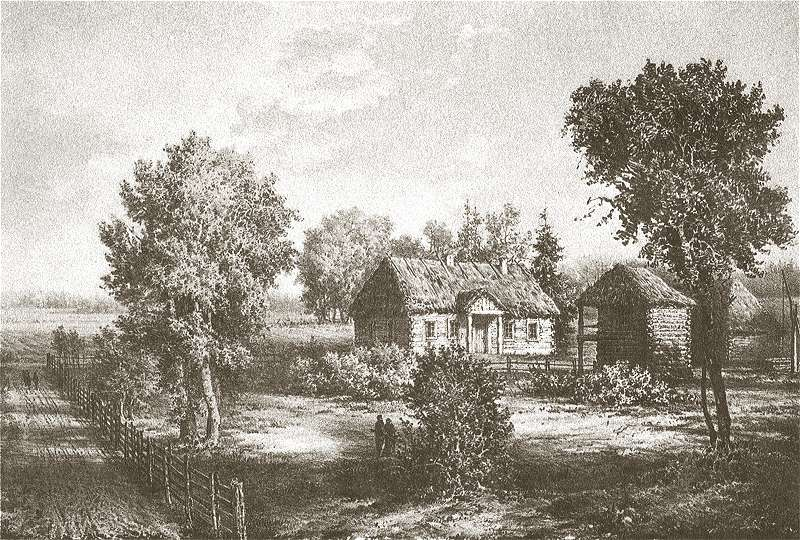
Наполеон Орда, подвір'я Міцкевича в Заоссі

Було подвір'я і фільварок сім'ї Міцкевича в Заоссі. Вважається, що в цьому дворі 1798 року народився Адам Міцкевич (місце народження в метриці не вказано).
У 1806 році маєток переходить до роду Стипулковських, у 1831 році його конфіскує уряд Російської імперії за участь Люціана Стипулковського у повстанні 1830—1831 років.
За переписом 1897 року в Городищенській волості Новогрудського повіту Мінської губернії було зерносховище. У 1909 р. — село, садиба та 2 хутори.
Із 1921 року у складі Польщі, в Городищанській ґміні Новогрудського повіту. У 1927 році в Заоссі польською армією встановлено обеліск на честь Адама Міцкевича (відновлений у 1955 і знесений у 1998).
З 1939 року в БРСР існувало 2 села під назвою Заосся. З 15 січня 1940 року село знаходилося в Городищенському районі Барановицької області, з 8 січня 1954 року — Берестейської області, а з 25 грудня 1962 року — в Барановицькому районі.
У роки Німецько-радянської війни з кінця червня 1941 року по липень 1944 року було окуповане німецько-фашистськими загарбниками. На фронтах війни загинуло 4 селян.
У 1996 р. проведено реконструкцію подвір'я та прилеглої території.
До 2013 року село входило до складу Міденевицької сільської ради.

## Населення
- 1897 р. — 8 дворів, 110 жителів.
- 1909 р. — 25 дворів, 128 жителів.
- 1921 р. — 8 дворів, 43 жителі.
- 1939 рік — 160 жителів.
- 1959 рік — 173 жителі.
- 1970 рік — 110 жителів.
- 1998 р. — 23 двори, 36 жителів.
- 2005 р. — 16 господарств, 26 жителів.

## Пам'ятки
- Садиба Міцкевичів (XVIII століття, 1993—1998 роки) — Гісторыка-культурная каштоўнасць Беларусі, шыфр 13Г000056.
- Пам'ятник Адаму Міцкевічу (1927—1998).